# The Blue Notebooks
The Blue Notebooks è il secondo album del produttore e compositore britannico Max Richter, pubblicato il 26 febbraio 2004 sull'etichetta 130701, che fa parte a sua volta dell'etichetta FatCat Records.
L'11 maggio 2018, una versione in due dischi di The Blue Notebooks è stata ristampata dalla Deutsche Grammophon per commemorare il suo quindicesimo anniversario. Include remix di altri artisti, ri-registrazioni e due arrangiamenti alternativi di On the Nature of Daylight.
Richter ha composto The Blue Notebooks alla vigilia dell'invasione dell'Iraq del 2003. Lo ha descritto come "un album di protesta sull'Iraq, una meditazione sulla violenza - sia la violenza che avevo sperimentato personalmente intorno a me da bambino sia la violenza della guerra, per la totale futilità di così tanti conflitti armati". L'album è stato registrato circa una settimana dopo le proteste di massa contro la guerra.
L'album contiene le letture dei taccuini The Blue Octavo di Franz Kafka e dell'Inno della perla e della terra irraggiungibile di Czesław Miłosz. Entrambe le letture sono dell'attrice britannica Tilda Swinton.

## Tracce
1. The Blue Notebooks – 1:19
2. On the Nature of Daylight – 6:11
3. Horizon Variations – 1:52
4. Shadow Journal – 8:22
5. Iconography – 3:38
6. Vladimir's Blues – 1:18
7. Arboretum – 2:53
8. Old Song – 2:11
9. Organum – 3:13
10. The Trees – 7:52
11. Written on the Sky – 1:40